# Сінді Ноубл
Сінді Ноубл (англ. Cindy Noble, 14 листопада 1958) — американська баскетболістка.
Олімпійська чемпіонка 1984 року.
Переможниця Панамериканських ігор 1983 року.
Переможниця літньої універсіади 1979 року.
Срібна призерка Чемпіонату світу 1983 року.
Переможниця Кубка Джонса 1984 року.